# Cerealia

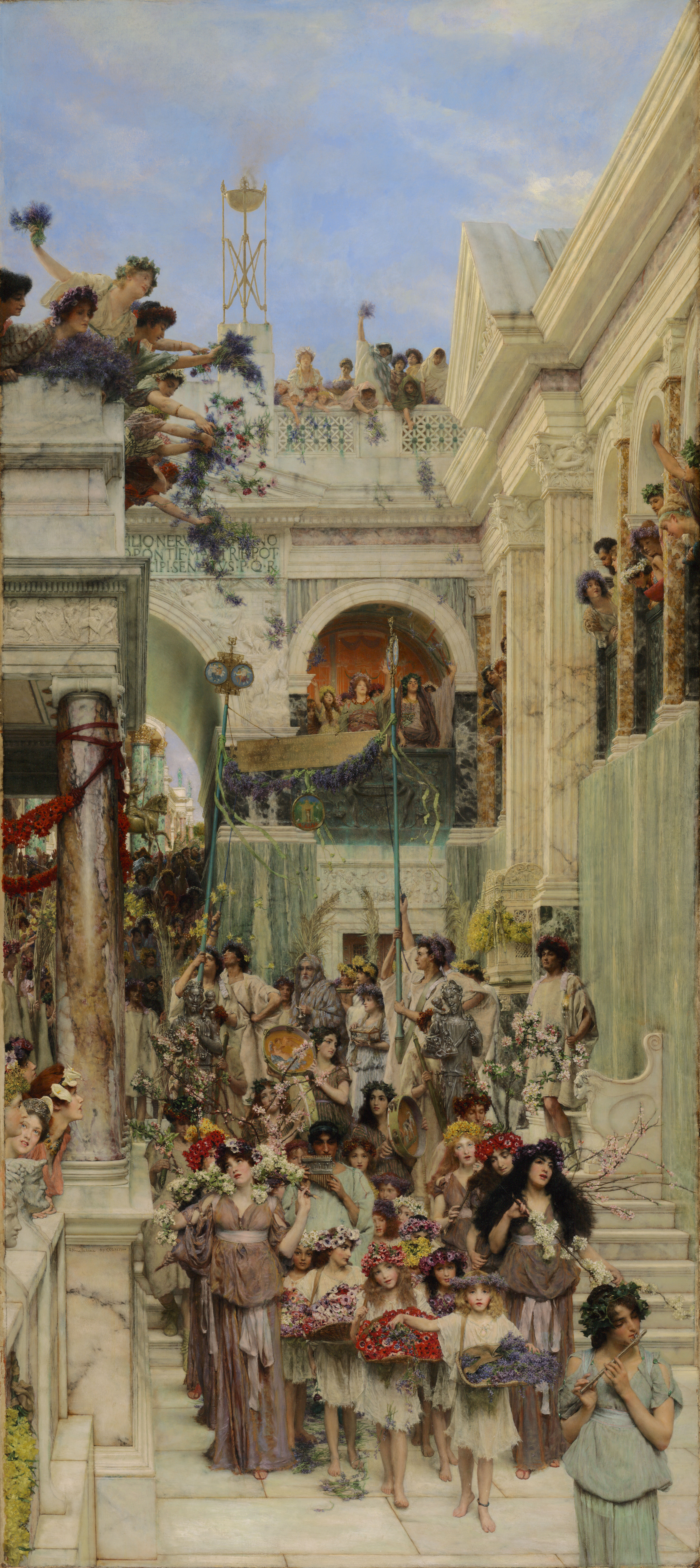
"Habillées de blanc et parées d'une couronne d'épis", les femmes "allaient offrir à la déesse les prémices des champs". Printemps, par Lawrence Alma-Tadema en 1894.

Les Cerealia ou jeux de Cérès (ludi cereales) étaient des Fêtes célébrées à Rome en l'honneur de Cérès.

## Le culte de Cérès à Rome
Le culte de la déesse grecque Déméter, latinisé en Cérès, fut introduit à Rome en -493 d'après l'indication des Livres sibyllins. Un temple situé près du Circus Maximus lui fut consacré trois ans plus tard. Ce fut le premier temple bâti à Rome dans le style grec et par des Grecs. Le culte lui-même, admis parmi les sacra publica, resta entièrement grec. Les prêtresses étaient des Grecques, la langue en usage pour les prières était la langue grecque ; quant aux rites on n'en avait retranché que quelques cérémonies orgiastiques et nocturnes. Une autre particularité du culte de Cérès à Rome consistait en ce qu'il s'adressait surtout aux plébéiens, qui au contraire se voyaient exclus des sacra gentilicia des familles patriciennes. Aussi ce nouveau culte fut-il placé sous la surveillance des édiles plébéiens. Il est même probable qu'ils ont tiré leur nom d'édiles de la circonstance que leur office se trouvait dans le voisinage de ce temple (appelé en latin aedes Cereris). C'est là que, sous la surveillance de ces magistrats on distribuait le blé et le pain qui, dans les temps de détresse, étaient accordés au peuple. Les édiles avaient en même temps la direction des Cerealia : double fonction, qu'ils partagèrent plus tard avec les édiles curules, et qui fut, en -44, confiée par Jules César à deux nouveaux magistrats, appelés aediles cereales.

## Les jeux de Cérès
La principale fête de ce culte, appelée Cerealia, ou ludi Cereris, ludi Cereales, n'était célébrée d'abord que dans des occasions extraordinaires ; plus tard elle eut lieu tous les ans du 12 au 19 avril. Alors on célébrait le retour de Proserpine sur la terre, tel qu'il était connu surtout par les légendes de la ville d'Enna en Sicile. C'était donc une fête essentiellement joyeuse, et tout le monde, en ces jours, s'habillait en blanc. 
Le souvenir de l'invention de l'agriculture se trouvait au fond de cette légende, et c'est pourquoi on n'offrait point dans cette fête de sacrifice sanglant, à l'exception toutefois d'une truie, qu'on immolait à Cérès, comme on faisait aux anciennes divinités telluriques des Romains. Une offrande de deux porcs, en or et en argent, est mentionnée par Festus, mais ordinairement on se contentait de gâteaux de miel, avec du lait, de l'encens et des flambeaux allumés. Denys d'Halicarnasse soutient que le vin n'y était point admis, mais il est contredit par Virgile et son scholiaste.
Après les sacrifices venaient les jeux, qui duraient plusieurs jours. Il était d'usage en cette occasion que les plébéiens invitassent les patriciens qui à leur tour les conviaient aux Megalesia (fêtes de Cybèle). Le dernier jour de la fête, le 19 avril, était le plus brillant. À la campagne, on le célébrait par une procession autour des champs. Dans la ville, cette procession allait au cirque. Le peuple s'y pressait en foule, en se jetant à pleines mains des noix et des bonbons. Puis venaient des courses de chevaux et une chasse donnée à des renards qui portaient attachées à la queue des torches allumées. Ce singulier usage se rapportait à une maladie du blé appelée robigo, la rouille, que l'on pensait prévenir ainsi.
Une deuxième fête appartenant aux sacra publica en l'honneur de Cérès, et nommée sacrum anniversarium Cereris, fut instituée peu de temps avant la deuxième guerre punique : elle tombait au mois d'août, quelques jours après l'anniversaire de la bataille de Cannes. Cette bataille, livrée le 2 août 216, avait plongé toute la ville dans un deuil si grand qu'il fallut alors ajourner la fête à trente jours. Les femmes seules y figuraient et s'y préparaient par une abstinence de neuf jours. Habillées de blanc et parées d'une couronne d'épis, elles allaient offrir à la déesse les prémices des champs.
Au même culte se rattache un jeûne, appelé jejunium Cereris, institué en -191, d'après une indication des livres Sibyllins. On la célébra d'abord tous les cinq ans, plus tard chaque année, le quatrième jour du mois d'octobre. Cette fête correspondait ainsi aux thesmophories grecques.